# Буферная ёмкость в системе отопления
Буферная ёмкость в системе отопления (также теплоаккумулятор, тепловой аккумулятор) — утеплённый металлический резервуар с водой, предназначенный для накопления избыточной тепловой энергии и её последующей отдачи в систему отопления. Используется преимущественно в системах с твердотопливными котлами, тепловыми насосами и электрическими котлами для повышения эффективности работы и снижения расхода топлива. Объём буферных емкостей для бытового применения составляет от 200 до 2000 литров, для промышленных систем — до 10000 литров.

## Принцип работы
Буферная ёмкость работает по принципу тепловой стратификации — разделения воды по температурным слоям. Горячая вода от котла подаётся в верхнюю часть резервуара, а охлаждённая возвращается из нижней части. Благодаря естественному разделению воды по плотности, тепло сохраняется с минимальными потерями.
Цикл работы (на примере системы отопления с твердотопливным котлом) включает четыре основных этапа:
1. Предварительный нагрев — циркуляция теплоносителя по малому контуру для предотвращения конденсации
2. Одновременная зарядка и отопление — распределение тепла между системой отопления и накопителем
3. Полная зарядка — направление всей энергии котла на нагрев буферной ёмкости
4. Разрядка — отдача накопленного тепла системе отопления при неработающем котле

## Конструкция
Типовая буферная ёмкость состоит из:
- Корпуса из чёрной стали толщиной 3-6 мм (для специальных применений — из нержавеющей стали)
- Теплоизоляции из пенополиуретана или минеральной ваты толщиной 50-100 мм
- Сферического дна для равномерного распределения давления
- Патрубков подключения на разных высотах для обеспечения стратификации
- Гильз для установки термометров и дополнительного оборудования

Дополнительная комплектация может включать:
- Змеевики (теплообменники) для подключения солнечных коллекторов или второго котла
- Встроенный бойлер из нержавеющей стали для горячего водоснабжения
- Патрубки для электрических ТЭНов
- Ревизионный люк для обслуживания

## Применение

### Твердотопливные котлы
Основное применение буферных ёмкостей — системы с твердотопливными котлами. Такие котлы работают циклично: после загрузки топлива они выходят на максимальную мощность, затем постепенно снижают её по мере сгорания. Без теплоаккумулятора котёл вынужден работать в режиме тления, что снижает КПД на 15-25% и приводит к повышенному образованию сажи.
Использование буферной ёмкости позволяет:
- Поддерживать оптимальный режим горения с максимальным КПД
- Обеспечить полное сгорание топлива
- Сократить расход топлива на 20-30% в год
- Увеличить время автономной работы системы до 8-12 часов

### Тепловые насосы
В системах с тепловыми насосами буферная ёмкость выполняет функции:
- Предотвращения частого включения/выключения компрессора
- Обеспечения работы во время цикла оттайки (для воздушных моделей)
- Стабилизации гидравлических потоков

### Электрические котлы
При использовании двухзонного тарифа на электроэнергию теплоаккумулятор позволяет накапливать тепло в период действия льготного ночного тарифа и отдавать его в дневное время.

## Расчёт объёма
Объём буферной ёмкости рассчитывается по формуле:
Энергия (кВт·ч) = Объем (л) × Разность температур (°C) × 1,16 ÷ 1000
Для практических расчётов используются следующие коэффициенты:
- Твердотопливные котлы: 25-50 л/кВт мощности
- Воздушные тепловые насосы: 15-25 л/кВт
- Грунтовые тепловые насосы: 10-20 л/кВт
- Электрокотлы с двухзонным тарифом: 35-50 л/кВт

## Эффективность
Научные исследования подтверждают эффективность использования теплоаккумуляторов. Исследование Wang K. et al., опубликованное в журнале Science of the Total Environment, показало существенное повышение эффективности твердотопливных котлов при использовании буферных ёмкостей за счёт уменьшения количества пусков и снижения потерь через дымоход. Другое исследование Butcher T.A. и Trojanowski R. в журнале ACS Omega доказало снижение выбросов угарного газа и твёрдых частиц при использовании теплоаккумуляторов в системах с биомассовыми котлами.

## Нормативное регулирование
В Российской Федерации применение буферных ёмкостей регулируется следующими нормативными документами:
- СП 60.13330.2020 "СНиП 41-01-2003 Отопление, вентиляция и кондиционирование воздуха" — устанавливает требования к системам отопления, включая аккумулирующие устройства[6]

- СП 347.1325800.2017 "Внутренние системы отопления, горячего и холодного водоснабжения. Правила эксплуатации" — содержит требования к бакам-аккумуляторам и ёмкостным подогревателям[7]